# Jamesons Mamba

Verbreitung der Jamesons Mamba

Die Jamesons Mamba (Dendroaspis jamesoni), auch Jameson-Mamba, ist eine in West-, Zentral- und im westlichen Ostafrika weit verbreitete Giftschlange.

## Merkmale
Die Jamesons Mamba wird im Normalfall 2 m lang – es wurde jedoch über Einzelfälle von 3,6 m Länge berichtet. Der Körper ist langgestreckt und sehr beweglich. Ihre Farbe ist grüngelb bis grasgrün, Hals, Schläfen und Bauch zitronengelb. Hellere und dunklere Zonen wechseln sich ab und bilden undeutliche, nach hinten verlaufende Querbinden. Die Schuppen sind ungekielt, haben oft einen schwarzen Rand und stehen in 15 bis 19 schrägen Reihen. Sie hat acht, seltener sieben Oberlippenschilde. Die mittleren berühren den unteren Augenrand. Die Anzahl der Unterlippenschilde beträgt acht bis zehn. Der vierte oder der fünfte stoßen an den Kinnschild.

## Lebensweise
Die Jamesons Mamba lebt als baum- und bodenbewohnende Giftnatter vor allem in Regenwäldern und in feuchtwarmen Wäldern an Flussufern. Sind noch isolierte Restbestände von Baumgruppen und Büschen vorhanden, hält sie sich auch in der Nähe menschlicher Siedlungen, auf Farmland und in den Parks von Städten auf. Da sie meist reglos verharrt und laubgrün gefärbt ist, bleibt sie von Menschen meist unbemerkt. Sie ist hauptsächlich tagaktiv und ernährt sich von Vögeln und Kleinsäugern.

## Systematik
Neben der Jamesons Mamba gibt es drei weitere Arten in der Gattung Dendroaspis:
- Grüne Mamba (Dendroaspis viridis)
- Schwarze Mamba (Dendroaspis polylepis)
- Gewöhnliche Mamba (Dendroaspis angusticeps)

Des Weiteren existieren zwei Unterarten:
- D. jamesoni jamesoni mit 210–235 Bauchschilden und 94 bis 122 Schwanzschilden, sowie die
- D. jamesoni kaimosae mit 209–227 Bauchschilden und 94 bis 113 Schwanzschilden. Der Schwanz dieser Unterart ist lackschwarz und läuft in einer weißen Spitze aus.

## Giftwirkung
Das neurotoxische Gift der Jamesons Mamba ist auch für den Menschen lebensbedrohend. Die Toxine der Mambaarten enthalten Dendrotoxine, welche die Kaliumkanäle in der Zellmembran blockieren. Daraus resultiert eine Störung der elektrischen Reizausbreitung im Herzen und es besteht die Gefahr einer Herzrhythmusstörung.  Nach einem Biss ist eine sofortige Behandlung mit einem artspezifischen Schlangenserum absolut überlebensnotwendig.